# كاسبر كوزلوفسكي (لاعب كرة قدم)
كاسبر كوزلوفسكي (بالبولندية: Kacper Kozłowski) هو لاعب كرة قدم بولندي في مركز الوسط، ولد في 16 أكتوبر 2003 في كشالين في بولندا. لعب مع بوغون شتشين.

## وصلات خارجية
- كاسبر كوزلوفسكي على موقع الاتحاد الدولي (مؤرشف)  (الإنجليزية)
- كاسبر كوزلوفسكي على موقع الاتحاد الأوربي (الإنجليزية)
- كاسبر كوزلوفسكي على موقع قاعدة بيانات كرة القدم.إي يو (الإنجليزية)
- كاسبر كوزلوفسكي على موقع ناشيونال فوتبول تيمز (الإنجليزية)
- كاسبر كوزلوفسكي على موقع Soccerbase.com (لاعب) (الإنجليزية)
- كاسبر كوزلوفسكي على موقع Soccerway.com (الإنجليزية)
- كاسبر كوزلوفسكي على موقع عالم كرة القدم.نت (الإنجليزية)